# Kivijärvi (sjö i Finland, lat 63,17, long 24,75)
Kivijärvi är en sjö i Finland. Den ligger i kommunen Perho i landskapet Mellersta Österbotten, i den centrala delen av landet, 300 km norr om huvudstaden Helsingfors. Kivijärvi ligger 210 meter över havet. I omgivningarna runt Kivijärvi växer i huvudsak blandskog. Den är 13,9 meter djup. Arean är 37,6 hektar och strandlinjen är 4,12 kilometer lång. Sjön  ingår i Perho å huvudavrinningsområde. 